# Cal Magre (Aiguamúrcia)
Cal Magre és una masia del municipi d'Aiguamúrcia (Alt Camp) inclosa en l'Inventari del Patrimoni Arquitectònic de Catalunya.

## Descripció
La masia està situada en un lloc proper a la carretera de les Pobles. Com tots els masos de la zona d'Aiguamúrcia, té una estructura que respon a les característiques d'una arquitectura orgànica provocada per les necessitats de les diverses èpoques i desenvolupada a l'entorn d'un nucli original. Aquest nucli presenta planta rectangular, amb planta baixa i dos pisos, i coberta de teula a dues vessants. La façana principal es troba al costat més llarg de la planta i les obertures apareixen disposades d'una manera irregular. La porta principal es manté a la planta baixa, tot i que s'ha habilitat una nova porta al primer pis, a la qual s'accedeix per una escala lateral de nova construcció. En aquesta façana hi ha un rellotge de sol amb la data de 1860. El conjunt queda protegit per una tanca. El material és la pedra i el maó arrebossat.

## Història
Cal Magre és una de les nombroses masies de la Conca del Riu Gaià. És un dels pocs exemples de masia habitada permanentment, que manté la seva funció inicial de casa agrícola. L'origen del mas és d'època medieval, i s'hi han fet al llarg del temps successives ampliacions i reformes. En l'actualitat, el nucli central de la masia està dividit en dos habitatges, ocupats per dues generacions de la família propietària, la família Magre.